# Alessandro Delmastro
Alessandro Delmastro (Torino, 7 settembre 1917 – Cuneo, 3 aprile 1944) è stato un partigiano italiano.
È il protagonista di due racconti di Primo Levi: Ferro ne Il sistema periodico, e La carne dell’orso (pubblicato per la prima volta  su Il Mondo nel 1961, ora in Pagine sparse 1947-1987), nel quale compare con il nome di “Carlo”.
(Primo Levi, Il sistema periodico)

## Biografia
Nasce a Torino il 7 settembre 1917 da una famiglia del ceto medio cattolico. Suo padre era un costruttore, ma il patrimonio della famiglia veniva dal settore tessile. Entrambi i genitori provenivano dalla provincia piemontese: la madre era originaria delle Valli di Lanzo, mentre il padre proveniva dal piccolo villaggio di Zubiena, nel biellese. A Torino vivevano in una casa costruita dal padre in via Madama Cristina 96, angolo Via Foscolo. Sandro completa, nel 1941, gli studi universitari all’Università di Torino laureandosi in Chimica con il punteggio finale di 95 centesimi. Frequenta  i corsi della Facoltà di Chimica insieme a Primo Levi con cui stringe un rapporto d’amicizia. Si fidanza con Ester Valabrega, una ragazza di origini ebraiche, anche lei studentessa di Chimica. Della giovane coppia ha lasciato un  breve ritratto Ada Gobetti  in alcune pagine del suo Diario Partigiano.

### La passione per la montagna
Fin dalla giovinezza dimostra una passione per l’alpinismo, che trasmette anche a Primo Levi, con il quale si cimenta nelle rocce dei Picchi del Pagliaio, dei Denti di Cumiana, di Rocca Patanua, del Plü e della Sbarüa; mentre con la sorella Gabriella intraprende la salita alla Torre del Gran San Pietro, percorrendo una variante tuttora citata nella guida del Gran Paradiso di Andreis, Chabod e Santi.
Primo Levi, intervistato da Alberto Papuzzi nel 1984, parlando dell’amore per la montagna che lo accomunava a Sandro, ricorda che “neppure col CAI avevamo rapporti nel nostro gruppo. Era un’istituzione fascista e noi eravamo anti istituzionali: la montagna rappresentava proprio la libertà, una finestrella di libertà. Forse c’era anche, oscuramente, un bisogno di prepararsi agli eventi futuri”.

### Gli anni del Fascismo e la guerra partigiana
Dopo essersi laureato, Sandro Delmastro frequenta l’Accademia Navale di Livorno e  entra come sottotenente di Armi Navali all’Arsenale di La Spezia nel 1942, dove consegue il grado di tenente. Dopo l’Armistizio, si unisce ai primi gruppi di partigiani nella Valle di Lanzo (12-30 settembre 1943). Il suo nome di battaglia è Sandro Sacchi.
Trasferitosi in Val Pellice, gli viene affidato il comando di una banda di “Giustizia e Libertà” della zona. In Val Pellice si erano formati diversi gruppi partigiani: Sandro diventa comandante del gruppo del Sap, costituitosi a Pradeltorno, frazione del comune piemontese di Angrogna, prima di essere richiamato a  Torino. Tra ottobre ’43 e aprile ’44 entra a far parte  del comando militare piemontese di Giustizia e Libertà: agli inizi del 1944 organizza le squadre cittadine torinesi di “GL” ed è uno degli organizzatori degli scioperi di Torino del mese di marzo. Dopo la caduta del primo comitato militare del CLN regionale piemontese nelle mani dei nazifascisti, Delmastro è inviato nel Cuneese presso le formazioni “GL” per tentare un salvataggio dei compagni tramite uno scambio di prigionieri, ma viene catturato a un posto di blocco.
Nel febbraio 1944, per iniziativa dei componenti del comitato militare regionale di GL tra cui Sandro Delmastro, Paolo Braccini, Willy Jervis e Duccio Galimberti, era nato il giornale clandestino «Il Partigiano Alpino».  Sandro Delmastro fece in tempo a vedere soltanto l’uscita del primo numero della rivista: sul secondo numero, del maggio 1944, si dava la notizia della sua morte. All’interno del breve trafiletto commemorativo a lui dedicato era riportato uno stralcio di una delle lettere scritta da Sandro alla fidanzata, in cui si chiarisce il suo pensiero circa i valori e gli ideali che lo hanno spinto a unirsi alla lotta partigiana. «Ma vi è qualcosa … che va oltre la vita e che trascende il senso della realtà momentanea, dà un significato al dolore e al sacrificio, anche quando sembra che tutto sia perduto… Ciò che importa è l’ideale cui si deve improntare la nostra effimera esistenza su questa terra…».

### La morte
Il 3 aprile 1944 si reca in missione nel cuneese. Da Torino prende un treno per Cuneo e poi il tramvai  diretto a Demonte. La polizia fascista ferma il trenino nei pressi di Borgo San Dalmazzo e Sandro viene trasportato su un camion verso il quartier generale della Gioventù italiana del Littorio di Cuneo, per un interrogatorio. Sfuggito per pochi attimi al controllo della scorta, tenta di fuggire, ma viene ucciso da un quindicenne fascista, appartenente alla banda “Ettore Muti”, formata da delinquenti prelevati dai riformatori, spesso adolescenti. Testimone oculare della morte di Sandro è Anna Revelli, moglie del capo partigiano Nuto Revelli, che assiste alla scena dalla finestra della sua casa di Cuneo.
Ada Gobetti, in Diario Partigiano, nel descrivere la morte di Sandro, afferma: «Questa morte priva d’ogni atteggiamento rettorico, d’ogni possibilità d’esaltazione, è proprio quella che, potendo, avrebbe scelto per sé Sandro, così semplice, così modesto, così schivo di gesti d’ogni genere».

## Riconoscimenti e onorificenze

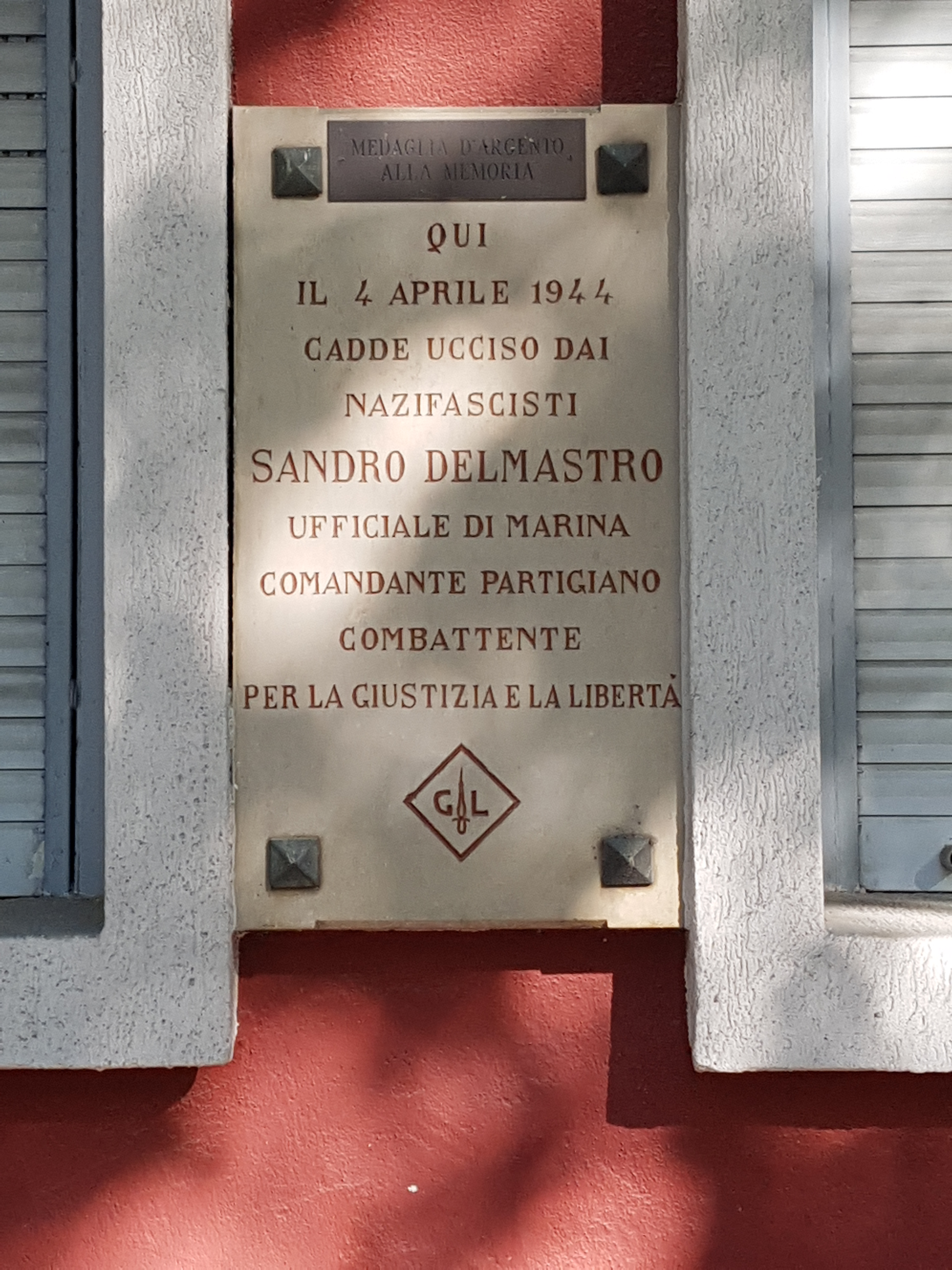
La lapide commemorativa sul luogo dell'uccisione, in corso IV Novembre, ex palazzo degli agricoltori, a Cuneo

Dopo la sua morte, la brigata GL Valle Roia, comandata da "Nino" Monaco, prende il nome di Sandro Delmastro, in suo onore. In corso IV Novembre a Cuneo, una targa commemora “l’ufficiale di marina e comandante partigiano”, Sandro Delmastro, “caduto lottando per la giustizia e la libertà”.
Ricevette la medaglia d’argento al valore militare con la seguente motivazione: 

## Sandro Delmastro nella letteratura
Il Sistema periodico è una raccolta di racconti di Primo Levi, di cui fa parte “Ferro”.
Sandro Delmastro è il protagonista di tale racconto. Compagno di università di Levi, viene descritto come «generoso, sottile, tenace, coraggioso»; di lui si dice che era taciturno e isolato dagli altri compagni di corso. Levi precisa che «possedeva una qualità elusiva e selvatica» e che «era fatto come i gatti con cui si convive per decenni senza che mai vi consentano di penetrare la loro sacra pelle».
Anche Levi si considera un isolato dopo l’emanazione delle leggi razziali: proprio per questo, tra i due sorge un’amicizia. Iniziano a studiare fisica insieme e in Sandro cominciano a consolidarsi  idee antifasciste, anche grazie alle discussioni con Levi. Bisogna anche considerare che il  padre di Sandro era stato socialista e che sotto il fascismo la sua famiglia, sebbene politicamente inattiva, era rimasta liberale e antifascista.
Frattanto Delmastro trasmette a Levi la passione per la montagna, per il contatto con la natura (la neve, l’acqua, il ghiaccio, la roccia, gli animali) e la necessità della sfida in montagna per «conoscere» i propri «limiti, misurarsi e migliorarsi», per percepire «il sapore di essere forti e liberi, liberi anche di sbagliare, e padroni del proprio destino». Dopo aver ringraziato Sandro per averlo «messo coscientemente nei guai… in imprese insensate solo in apparenza», ma che si sarebbero rivelate utili negli anni a seguire, segnati dalla lotta contro il fascismo e dall’esperienza della deportazione, Levi chiude così il racconto e la descrizione dell’amico: «Non era uomo da raccontare né da fargli monumenti, lui che dei monumenti rideva: stava tutto nelle azioni, e, finite quelle, di lui non resta nulla; nulla se non parole, appunto».